# Thyholm
Thyholm ist eine Halbinsel im Nordwesten Dänemarks. Sie hat ungefähr 2509 Einwohner (Stand 2024).

## Geografie
Thyholm liegt im nordwestlichen Mitteljütland im äußersten Süden der Landschaft Thy und ist Teil der Struer Kommune. Die Halbinsel ist, bis auf eine etwa 0,5 km breite Landverbindung mit Vendsyssel-Thy im Nordwesten, umgeben vom Limfjord. Eine Straßenverbindung zum Festland besteht im Süden mit der Brücke Oddesundbroen. Im Osten ist Thyholm über eine Brücke mit der Insel Jegindø verbunden, die Brücke bildet die einzige Straßenanbindung von Jegindø.
Thyholm ist unterteilt in die vier Kirchspielgemeinden (Sogne) Lyns, Hvidbjerg, Søndbjerg und Odby.
Mehr als ein Drittel der Bewohner von Thyholm lebt im größten Ort der Halbinsel, Hvidbjerg, welcher bis Ende 2006 das Verwaltungszentrum der ehemaligen Thyholm Kommune war.

## Verkehr
Die Autobahn Primærrute 11 und die Bahnstrecke Thybanen, welche Struer und Thisted verbindet, verlaufen über die Halbinsel.

## Galerie

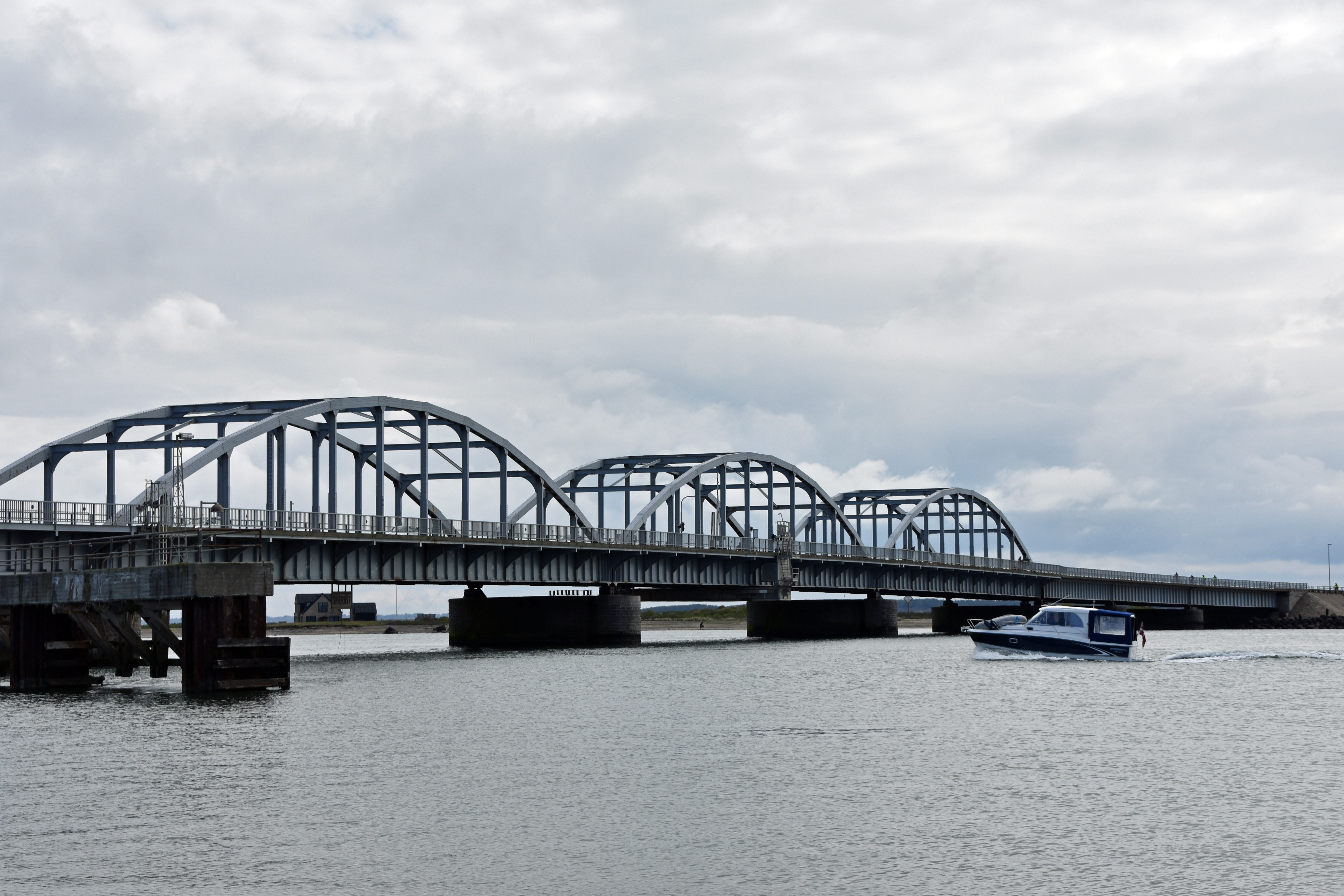
Oddesundbroen
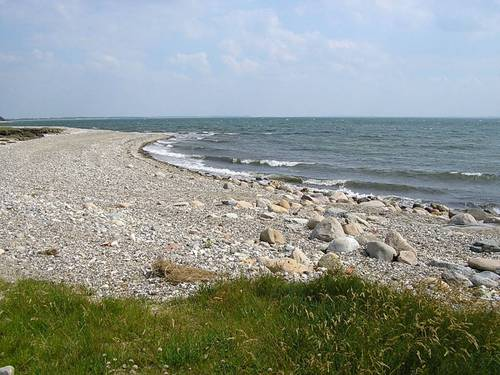
NIssum Bredning, westlich gelegener Teil des Limfjords, von Thyholm aus gesehen
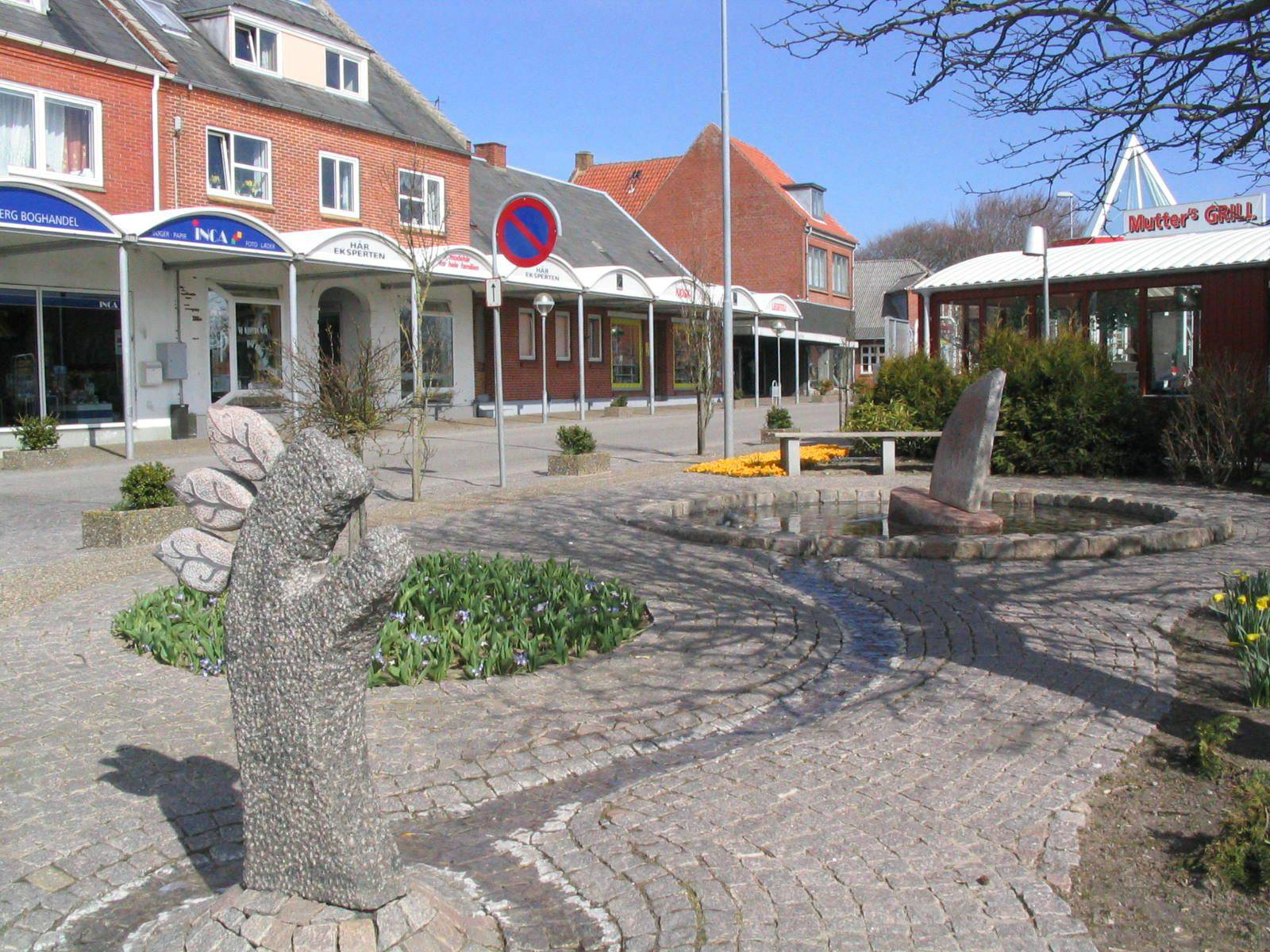
Ortskern von Hvidbjerg im Zentrum von Thyholm